# Grúzia a 2020. évi nyári olimpiai játékokon
Grúzia a japán Tokióban megrendezett 2020. évi nyári olimpiai játékok egyik részt vevő nemzete. Az országot 11 sportágban 35 sportoló képviselte, akik összesen 8 érmet szereztek.

## Érmesek
| Érem  | Versenyző             | Sportág    | Versenyszám              |
| ----- | --------------------- | ---------- | ------------------------ |
| Arany | Lasha Bekauri         | Cselgáncs  | Férfi középsúly          |
| Arany | Lasha Talakhadze      | Súlyemelés | Férfi +109 kg            |
| Ezüst | Vazha Margvelashvili  | Cselgáncs  | Férfi harmatsúly         |
| Ezüst | Lasha Shavdatuashvili | Cselgáncs  | Férfi könnyűsúly         |
| Ezüst | Guram Tushishvili     | Cselgáncs  | Férfi nehézsúly          |
| Ezüst | Jakob Kadzsaja        | Birkózás   | Férfi 130 kg kötöttfogás |
| Ezüst | Geno Petriasvili      | Birkózás   | Férfi 125 kg szabadfogás |
| Bronz | Anton Pliesnoi        | Súlyemelés | Férfi 96 kg              |

## Atlétika
| Versenyző          | Versenyszám       | Selejtező       | Selejtező       | Döntő    | Döntő    |
| Versenyző          | Versenyszám       | Eredmény        | Helyezés        | Eredmény | Helyezés |
| ------------------ | ----------------- | --------------- | --------------- | -------- | -------- |
| Bachana Khorava    | Férfi távolugrás  | 741 cm          | 28.             | kiesett  | kiesett  |
| Lasha Gulelauri    | Férfi hármasugrás | eredmény nélkül | eredmény nélkül | kiesett  | kiesett  |
| Benik Abramyan     | Férfi súlylökés   | nem indult      | nem indult      | kiesett  | kiesett  |
| Giorgi Mujaridze   | Férfi súlylökés   | 19,76 m         | 27.             | kiesett  | kiesett  |
| Sopo Shatirishvili | Női súlylökés     | 15,31 m         | 30.             | kiesett  | kiesett  |

## Birkózás

### Szabadfogás
| Versenyző           | Versenyszám | Nyolcaddöntő            | Negyeddöntő            | Elődöntő       | Vigaszág elődöntő  | Bronz- mérkőzés | Döntő              | Helyezés |
| ------------------- | ----------- | ----------------------- | ---------------------- | -------------- | ------------------ | --------------- | ------------------ | -------- |
| Avtandil Kentcsadze | 74 kg       | Chamizo (ITA) 1–3       | kiesett                | kiesett        | kiesett            | kiesett         | kiesett            | kiesett  |
| Elizbar Odikadze    | 97 kg       | Mohammadian (IRI) 3–1   | Szadulajev (ROC) 0–4   |                | Sharifov (AZE) 1–3 | kiesett         | kiesett            | kiesett  |
| Geno Petriasvili    | 125 kg      | Abdelmottaleb (EGY) 4–0 | Deng Zsi-vej (CHN) 3–1 | Zare (IRI) 3–1 |                    |                 | Steveson (USA) 1–3 | Ezüst    |

### Kötöttfogás
| Versenyző      | Versenyszám | Nyolcaddöntő        | Negyeddöntő         | Elődöntő         | Vigaszág elődöntő | Bronz- mérkőzés   | Döntő           | Helyezés |
| -------------- | ----------- | ------------------- | ------------------- | ---------------- | ----------------- | ----------------- | --------------- | -------- |
| Ramaz Zoidze   | 67 kg       | Borrero (CUB) 3–1   | Al-Obaidi (EOR) 4–1 | Geraei (IRI)     |                   | Stäbler (GER) 1–3 | kiesett         | 5.       |
| Lasa Gobadze   | 87 kg       | Assakalov (UZB) 1–3 | kiesett             | kiesett          | kiesett           | kiesett           | kiesett         | kiesett  |
| Giorgi Melia   | 97 kg       | Jevlojev (ROC) 1–3  |                     |                  | Szőke (HUN) 1–3   | kiesett           | kiesett         | kiesett  |
| Jakob Kadzsaja | 130 kg      | Kuosmanen (FIN) 5–0 | Szemenyov (ROC) 3–1 | Acosta (CHI) 3–1 |                   |                   | López (CUB) 0–3 | Ezüst    |

## Cselgáncs

### Férfi
| Versenyző             | Versenyszám  | 32-es főtábla       | Nyolcaddöntő            | Negyeddöntő            | Elődöntő                 | Vigaszág elődöntő         | Bronz- mérkőzés     | Döntő               | Helyezés |
| --------------------- | ------------ | ------------------- | ----------------------- | ---------------------- | ------------------------ | ------------------------- | ------------------- | ------------------- | -------- |
| Lukhumi Chkhvimiani   | Légsúly      |                     | Huseynov (AZE) 10–00    | Takato (JPN) 00–10     |                          | Kim Von-dzsin (KOR) 00–10 | kiesett             | kiesett             | kiesett  |
| Vazha Margvelashvili  | Harmatsúly   |                     | Samilov (ROC) 01–00     | Shamilov (ISR) 10–00   | An Ba-ul (KOR) 01–00     |                           |                     | Abe (JPN) 00–01     | Ezüst    |
| Lasha Shavdatuashvili | Könnyűsúly   | Chaine (FRA) 01–00  | Houssein (DJI) 01–00    | Margelidon (CAN) 10–00 | An Csang-rim (KOR) 10–00 |                           |                     | Ono (JPN) 00–01     | Ezüst    |
| Tato Grigalashvili    | Váltósúly    | Murodov (TJK) 11–00 | Lí Szung-ho (KOR) 10–00 | Mollaei (MGL) 01–10    |                          | Boltaboev (UZB) 01–00     | Casse (BEL) 00–10   | kiesett             | 5.       |
| Lasha Bekauri         | Középsúly    | Kuczera (POL) 10–00 | Kochman (ISR) 10–01     | Bobonov (UZB) 10–00    | Igolnyikov (ROC) 01–00   |                           |                     | Trippel (GER) 01–00 | Arany    |
| Varlam Liparteliani   | Félnehézsúly |                     | Darwis (EGY) 10–00      | El Nahas (CAN) 10–00   | Wolf (JPN) 00–01         |                           | Iljasov (ROC) 00–01 | kiesett             | 5.       |
| Guram Tushishvili     | Nehézsúly    |                     | Rakhimov (TJK) 10–00    | Silva (BRA) 10–00      | Basajev (ROC) 11–01      |                           |                     | Krpálek (CZE) 00–10 | Ezüst    |

### Női
| Versenyző                 | Versenyszám | 32-es főtábla        | Nyolcaddöntő        | Negyeddöntő         | Elődöntő | Vigaszág elődöntő     | Bronz- mérkőzés    | Döntő   | Helyezés |
| ------------------------- | ----------- | -------------------- | ------------------- | ------------------- | -------- | --------------------- | ------------------ | ------- | -------- |
| Tetiana Levytska-Shukvani | Harmatsúly  | Anestor (HAI) 10–00  | Buchard (FRA) 00–11 | kiesett             | kiesett  | kiesett               | kiesett            | kiesett | kiesett  |
| Eteri Liparteliani        | Könnyűsúly  | Mucungui (ANG) 01–00 | Stoll (GER) 10–00   | Cysique (FRA) 01–10 |          | Kowalczyk (POL) 01–00 | Josida (JPN) 00–10 | kiesett | 5.       |

## Karate
| Versenyző      | Versenyszám  | Csoportkör                                                                   | Hely | Elődöntő | Döntő   | Helyezés |
| -------------- | ------------ | ---------------------------------------------------------------------------- | ---- | -------- | ------- | -------- |
| Gogita Arkania | Férfi +75 kg | Araga (JPN) 2–3 Aktas (TUR) 1–3 Horne (GER) visszalépett Yuldashev (KAZ) 3–1 | 3.   | kiesett  | kiesett | 5.       |

## Ökölvívás
| Versenyző           | Versenyszám     | Selejtező               | Nyolcaddöntő    | Negyeddöntő        | Elődöntő | Döntő   | Helyezés |
| ------------------- | --------------- | ----------------------- | --------------- | ------------------ | -------- | ------- | -------- |
| Sakhil Alakhverdovi | Férfi légsúly   | Hu (CHN) 0–5            | kiesett         | kiesett            | kiesett  | kiesett | kiesett  |
| Eskerkhan Madiev    | Férfi váltósúly | Sotomayor (AZE) sérülés | Bwogi (UGA) 3–2 | Zamkovoj (ROC) 0–5 | kiesett  | kiesett | kiesett  |
| Giorgi Kharabadze   | Férfi középsúly | Kakhramonov (UZB) 0–5   | kiesett         | kiesett            | kiesett  | kiesett | kiesett  |

## Sportlövészet
| Versenyző       | Versenyszám       | Selejtező | Selejtező | Döntő   | Döntő    |
| Versenyző       | Versenyszám       | Pont      | Helyezés  | Pont    | Helyezés |
| --------------- | ----------------- | --------- | --------- | ------- | -------- |
| Nino Salukvadze | Női légpisztoly   | 567       | 31.       | kiesett | kiesett  |
| Nino Salukvadze | Női sportpisztoly | 578       | 25.       | kiesett | kiesett  |

## Súlyemelés
| Versenyző         | Versenyszám   | Szakítás | Lökés  | Összesen | Helyezés |
| ----------------- | ------------- | -------- | ------ | -------- | -------- |
| Shota Mishvelidze | Férfi 61 kg   | 130 kg   | 155 kg | 285 kg   | 7.       |
| Goga Chkheidze    | Férfi 67 kg   | 133 kg   | 169 kg | 302 kg   | 8.       |
| Anton Pliesnoi    | Férfi 96 kg   | 177 kg   | 210 kg | 387 kg   | Bronz    |
| Lasha Talakhadze  | Férfi +109 kg | 223 kg   | 265 kg | 488 kg   | Arany    |

## Tenisz
| Versenyző            | Versenyszám | 64-es főtábla           | 32-es főtábla            | Nyolcaddöntő         | Negyeddöntő | Elődöntő | Bronz- mérkőzés | Döntő   | Helyezés |
| -------------------- | ----------- | ----------------------- | ------------------------ | -------------------- | ----------- | -------- | --------------- | ------- | -------- |
| Nikoloz Baszilasvili | Férfi egyes | Carballés (ESP) 6–3;6–2 | Sonego (ITA) 4–4;3–6;6–4 | Zverev (GER) 4–6;6–7 | kiesett     | kiesett  | kiesett         | kiesett | kiesett  |

## Torna

### Ritmikus gimnasztika
| Versenyző      | Versenyszám | Selejtező | Selejtező | Selejtező | Selejtező | Selejtező | Selejtező | Döntő   | Döntő   | Döntő    | Döntő   | Döntő    | Döntő    | Helyezés |
| Versenyző      | Versenyszám | Karika    | Labda     | Buzogány  | Szalag    | Összesen  | Összesen  | Karika  | Labda   | Buzogány | Szalag  | Összesen | Összesen | Helyezés |
| Versenyző      | Versenyszám | Pont      | Pont      | Pont      | Pont      | Pont      | Hely.     | Pont    | Pont    | Pont     | Pont    | Pont     | Hely.    | Helyezés |
| -------------- | ----------- | --------- | --------- | --------- | --------- | --------- | --------- | ------- | ------- | -------- | ------- | -------- | -------- | -------- |
| Salome Pazhava | Egyéni      | 23,550    | 21,950    | 23,500    | 20,650    | 89,650    | 17.       | kiesett | kiesett | kiesett  | kiesett | kiesett  | kiesett  | kiesett  |

## Vívás
| Versenyző      | Versenyszám       | 32-es főtábla     | Nyolcaddöntő         | Negyeddöntő            | Elődöntő             | Bronz- mérkőzés            | Döntő   | Helyezés |
| -------------- | ----------------- | ----------------- | -------------------- | ---------------------- | -------------------- | -------------------------- | ------- | -------- |
| Sandro Bazadze | Férfi egyéni kard | Samer (EGY) 15–10 | El-Sissy (EGY) 15–12 | O Szang-uk (KOR) 15–13 | Szilágyi (HUN) 13–15 | Kim Dzsonghvan (KOR) 11–15 | kiesett | 4.       |